# 28번가역 (IRT 브로드웨이-7번로선)
28번가(영어: 28th Street)역은 뉴욕 지하철의 IRT 브로드웨이-7번로선역이다. 맨해튼의 28번가(28th Street)와 7번로(Seventh Avenue)의 교차로에 위치하고 있으며, 전시간 1 열차가, 심야에 2 열차가 운행한다.

## 역사

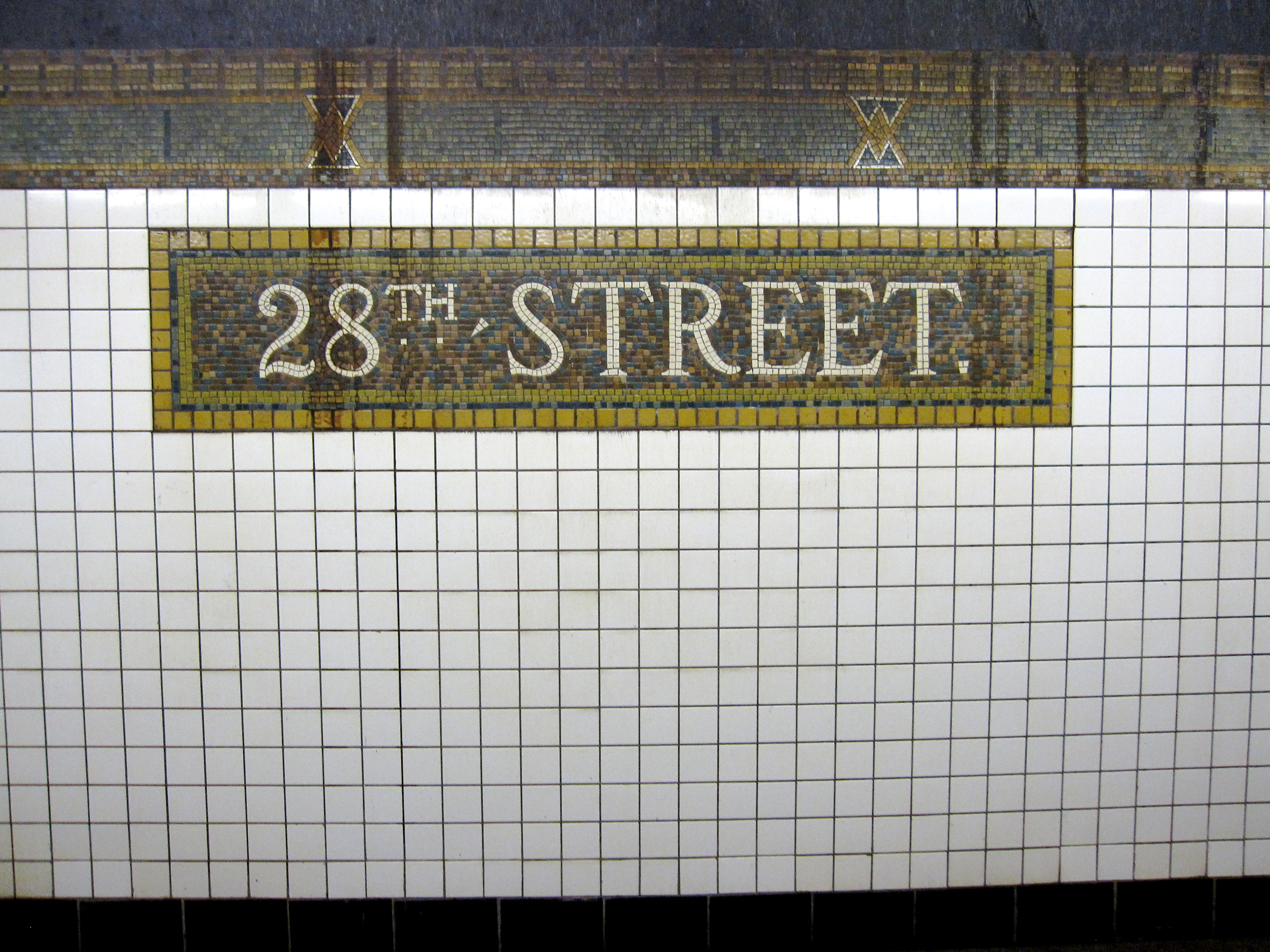
역명판

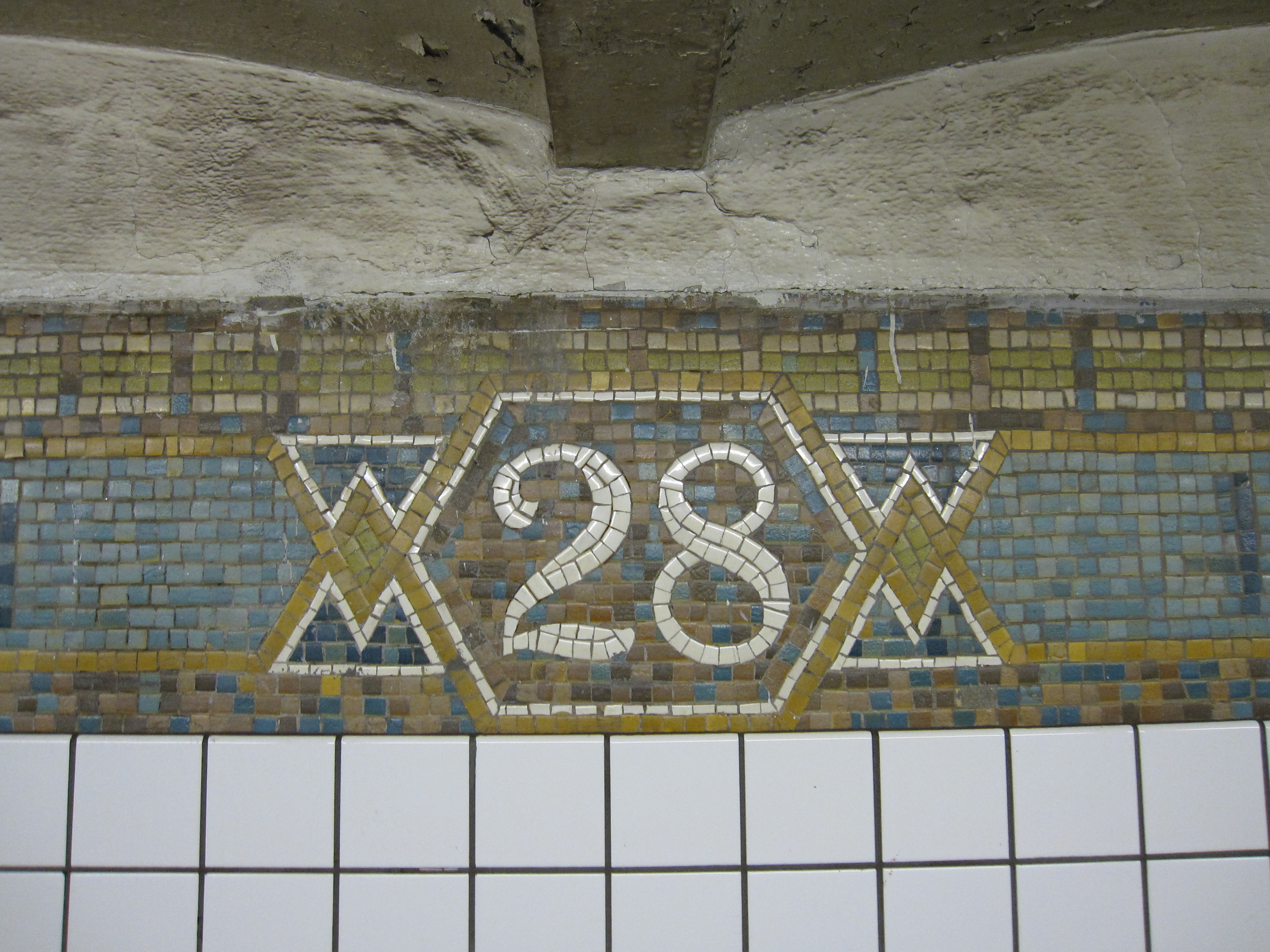
트림 라인 역명판

1913년 3월 19일에 체결된 이중계약(Dual Contracts)은 뉴욕의 도시철도 노선 건설, 복구, 운영을 위한 계약이다. 이 계약은 시와 두 개의 개별 민간 기업, 즉 인터버러 래피드 트랜싯 컴퍼니(IRT)와 브루클린 래피드 트랜싯 컴퍼니(BRT) 사이에 체결되었다는 점에서 "이중" 계약이었다. 이중계약은 브루클린에 몇 개의 노선을 건설할 것을 약속했다. 계약 4조의 일부로서, IRT는 7번로, 배릭가(Varick Street), 웨스트 브로드웨이를 따라 남쪽 내려가 맨해튼의 웨스트사이드를 연결하는 지하철 지선을 건설하기로 합의하였다.
이 노선의 건설은 렉싱턴 애비뉴선의 건설과 함께 IRT 시스템의 운영을 변화시켰다. 열차가 브로드웨이를 경유하여 42번가를 경유하는 대신에, 파크 애비뉴로 도달하기 전에, 42번가 셔틀로 연결된 두 개의 간선 노선이 생겼다. 노선도에서 "Z" 시스템으로 표기된 것에서 "H" 시스템으로 바뀌었다. 한 간선은 파크 애비뉴를 따라 신규 렉싱턴 애비뉴선을 통해 운행되고, 다른 간선도 브로드웨이를 따라 신규 7번로선을 통해 운행된다. 배릭가와 웨스트브로드웨이를 따라 계속 이어지기 위해서는 이 거리들을 넓힐 필요가 있었고, 7번로 연장(Seventh Avenue Extension)과 배릭가 연장(Varick Street Extension)이라는 두 개의 새로운 거리가 건설되었다. 지하철 연장은 로어웨스트사이드의 성장과 첼시, 그리니치 빌리지 등 인근 지역으로 이어질 것으로 예측됐다.
28번가역은 1918년 7월 1일 사우스 페리~34번가-펜역 구간 연장과 함께 개장하였고 셔틀이 운행되었다. 새로운 "H" 시스템은 1918년 8월 1일에 시행되었으며, 브로드웨이-7번로선의 양부분을 연결하고 모든 웨스트 사이드 열차를 타임스퀘어에서 남쪽으로 운행하게 했다. 전환의 즉각적인 결과로 원래 노선대로 이동하기 위해서는 42번가 셔틀을 사용하여 환승해야 했다. "H" 시스템의 완성은 IRT 시스템의 용량을 두 배로 증가시켰다.
이 역은 2005년 3월 30일 미국 국립사적지에 등재되었다.

## 역 구조
틀:NYCS Platform Layout IRT Broadway–Seventh Avenue Line/local
이 지하역은 4개의 선로와 2개의 상대식 승강장이 있다. 두 개의 급행 선로는 낮 시간대에 2 및 3 열차가 지난다. 두 승강장 모두 모자이크 트림 라인, 역명 태블릿, 방향 표지판이 있다. 벽의 밀폐된 창에서 알 수 있듯이 북행 승강장에는 환기실과 폐쇄된 신문 가판대가 있다. 파란색 I-빔 기둥은 두 승강장을 따라 일정한 간격으로 배치되어 있으며, 검은색 "28" 플레이트 표지판은 각각 흰색 번호로 표시되어 있다.

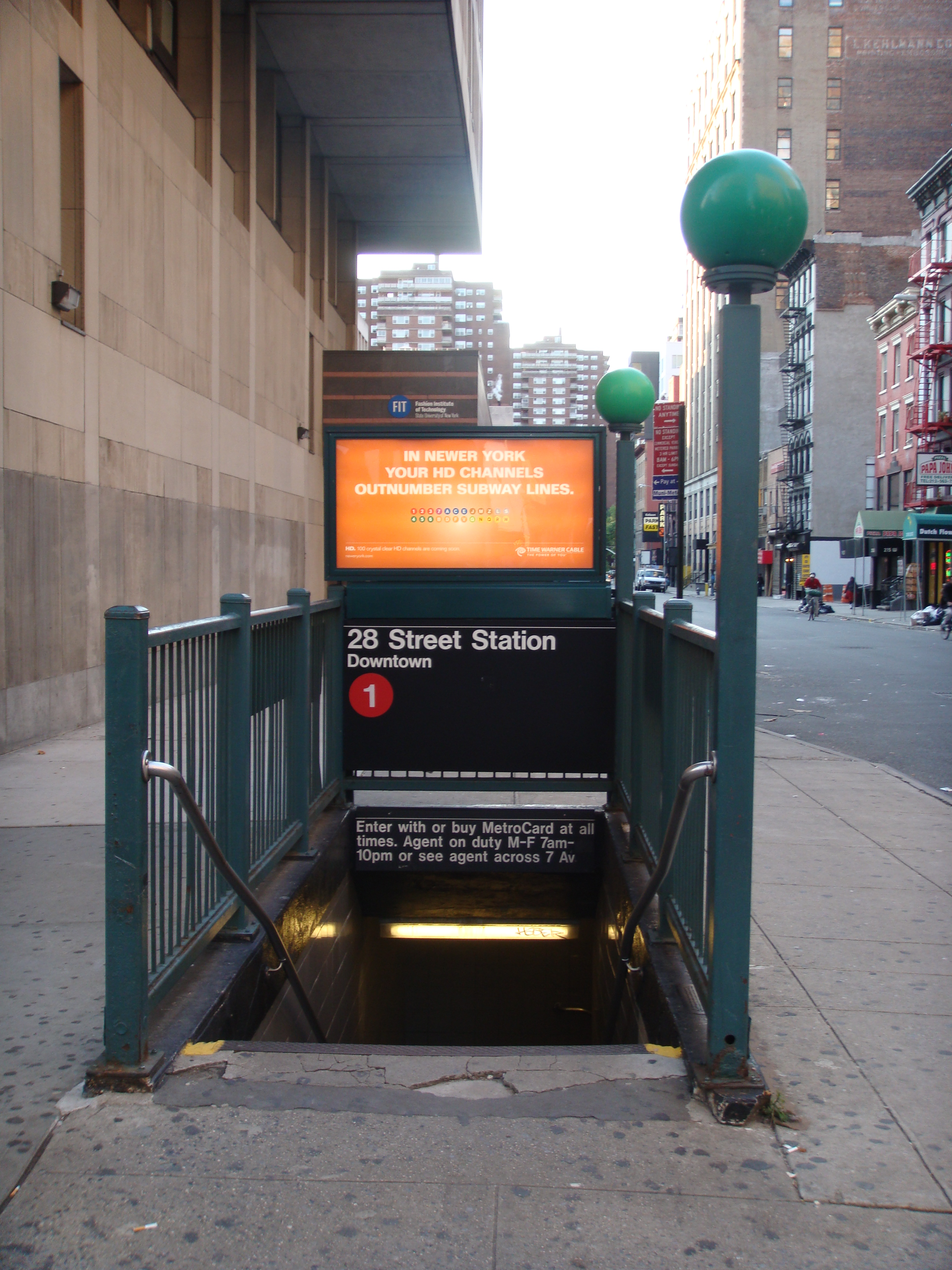
남행 계단

### 출구
모든 운임 구역은 승강장층에 있으며 횡단 통로가 없다. 브롱크스 행 승강장에서, 개찰구 뱅크는 토큰 부스가 있는 대합실로 연결되고 여기에 28번가와 7번로의 동쪽 모퉁이로 올라가는 두 개의 계단이 있다. 남행 승강장에서 개찰구 뱅크는 직원 없는 대합실로 이어진다. 고객 지원 부스는 2010년에 제거되었다. 여기에 두 개의 계단이 28번가와 7번로의 서쪽 모퉁이와 연결된다.
두 승강장 모두 남쪽 끝에만 27번가로 연결되는 출구가 있다. 각 승강장에서 하나의 출구 전용 게이트가 7번로와 27번가의 북쪽 모퉁이로 각각 올라가는 하나의 계단으로 이어진다. 남행 승강장에서 북서쪽 모퉁이 출구는 뉴욕 주립 패션 공과대학교 밖에 있다. 북동쪽 모퉁이 출구는 북행 승강장에서 나온다.